# 切尔瓦
切尔瓦（義大利語：Cerva），是意大利卡坦扎罗省的一个市镇。总面积21平方公里，人口1287人，人口密度61.3人/平方公里（2009年）。ISTAT代码为079027。